# Jason Harbour
Der Jason Harbour ist eine 1,5 km breite Bucht an der Nordküste Südgeorgiens. Sie liegt westlich der Allen Bay an der Nordseite der Cumberland West Bay. Ihre Einfahrt wird westlich durch den West Point und östlich durch den Tor Point begrenzt.
Kartiert wurde sie bei der Schwedischen Antarktisexpedition (1901–1903) unter der Leitung Otto Nordenskjölds. Namensgeber ist das Schiff Jason, mit dem der norwegische Walfangunternehmer Carl Anton Larsen diese Bucht bei seiner von 1892 bis 1894 dauernden Antarktisfahrt besuchte.